# Cyamops claudiensis
Cyamops claudiensis är en tvåvingeart som beskrevs av Khoo 1985. Cyamops claudiensis ingår i släktet Cyamops och familjen savflugor. Inga underarter finns listade i Catalogue of Life.